# David Feldman (Historiker)
David Feldman (geboren 16. Februar 1957) ist ein britischer Historiker und Antisemitismusforscher.

## Leben
David Feldman war nach seinem Studium Lecturer am Christ’s College, Cambridge und an der Universität Bristol. Er kam 1994 an das Birkbeck College, University of London, und wurde dort Professor. Er war dort außerdem Direktor des Pears Institute for the study of Antisemitism.
Im August 2023 war Feldman einer der Unterzeichner der Petition „The Elephant in the Room“, die Israels Besetzung der Palästinensergebiete als ein Apartheid-Regime verurteilte.

## Schriften (Auswahl)
- G. Stedman Jones, David Feldman (Hrsg.): Metropolis London: Histories and Representations since 1800. Routledge, 1989
- Englishmen and Jews: Social Relations and Political Culture, 1840–1914. Yale University Press, 1994
- Nancy Green, David Feldman, u. a. (Hrsg.): Jewish Workers in the Modern Diaspora. University of California Press, 1998
- Leo Lucassen, Jochen Oltmer, David Feldman (Hrsg.): Paths of Integration: Migrants in Western Europe (1880–2004). University of Amsterdam Press, 2006
- Jon Lawrence, David Feldman (Hrsg.): Structures and Transformations in British History. Cambridge University Press, 2011
- Mark Mazower, Jessica Reinisch, David Feldman (Hrsg.): Post-war Reconstruction in Europe: International Perspectives 1945–1949. Past and Present Supplement, 6, 2011, Oxford University Press
- Ben Gidley, David Feldman (Hrsg.): Integration, Disadvantage and Extremism. Pears Institute/COMPAS, 2014
- Boycotts past and present : from the American revolution to the campaign to boycott Israel. Cham Palgrave Macmillan, 2019